# Fuchs (Schornstein)

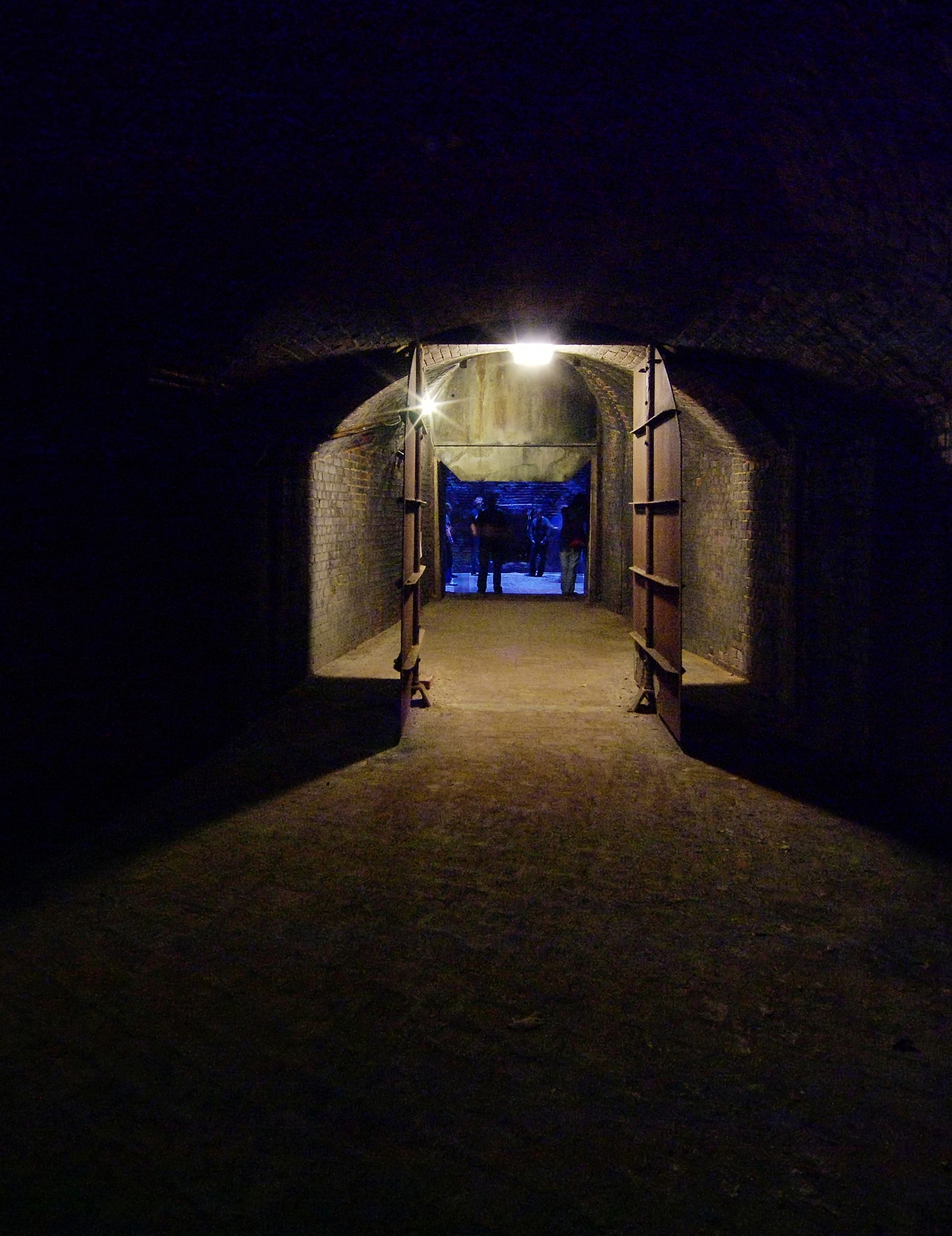
Fuchs in einer stillgelegten Kokerei mit Drosselklappe. Im Hintergrund der Boden des Kamins mit Besuchern einer Führung.

Ein Fuchs ist ein Abgaskanal vom Feuerraum eines Ofens zum Schornstein. Oftmals werden allgemein Kanäle so bezeichnet, durch welche Flammen und Brenngase streichen, die aber nicht Teil des Brennraums sind. Flammenverteilungskanäle unterhalb des Brennofenbodens bei Öfen werden auch als Fuchs bezeichnet.